# ㅜ

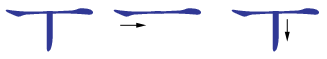
筆順

ㅜは、ハングルを構成する母音字母のひとつ。呼称はウ（우）。21番目の字母（『訓蒙字会』以降は母音字母としては7番目、『訓民正音』当時は最初の「ㆍ」から6番目）である。始めから終わりまで音色の変わらない単母音を表す。合成字母の「ㅝ」「ㅞ」「ㅟ」では字体によって縦棒が "丿" となることもある。

## 音声
音素は/u/で表される。唇をすぼめて舌を後ろに引いた円唇後舌狭母音[u]で発音される。/ㅡ/の唇が平らであるのに対して唇が十分な丸みを帯びる。

## 沿革
『訓民正音』の中声字において地を象る「ㅡ」と天を象る「ㆍ」とによって構成され、天を表す「ㆍ」が下側に置かれているので地から始まる陰母音の初出字に分類される。世宗序では「如君字中聲」と規定されている。
その名称は『訓蒙字会』（1527年）でウ（午）とされた。

## 造字
- 同じ陰母音の初出字と組み合わさってㅝ [wʌ]（または[wɘː]）が作られる（ㅜ + ㅓ）。
- 中性母音の字母と組み合わさってㅟ [wi]（元来は[y])が作られる（ㅜ + ㅣ）。
- 上記の2つの字母と組み合わさってㅞ [we]が作られる（ㅜ + ㅓ + ㅣ）。

## ラテン文字転写
文化観光部2000年式、マッキューン＝ライシャワー式共にuと表記される。
企業名、人名、団体名などではooと表記されることもある。また、子音無しの우の場合はwを補ってwooとすることが多い（例：대우（大宇）→Daewoo）。

## 文字コード
| 名称               | 種類   | コード | HTML実体参照コード | 表示 |
| HANGUL LETTER U    | 単体字 | U+315C | &#12636;           | ㅜ   |
| HANGUL JUNGSEONG U | 中声用 | U+116E | &#4462;            | ᅮ     |